# Novi Itebej
Novi Itebej (cyr. Нови Итебеј) – wieś w Serbii, w Wojwodinie, w okręgu środkowobanackim, w gminie Žitište. W 2011 roku liczyła 1147 mieszkańców.